# アシュリー・ローレンス

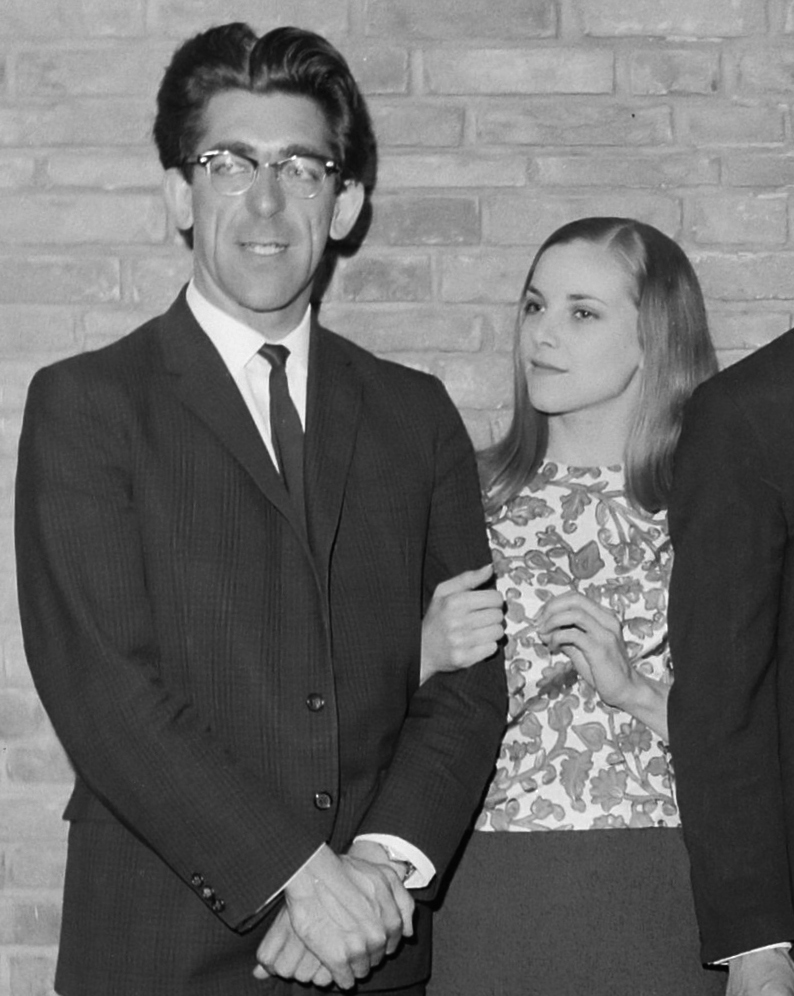
アシュリー・マクドナルド・ローレンス

アシュリー・マクドナルド・ローレンス（Ashley Macdonald Lawrence, 1934年6月5日 - 1990年5月7日）は、ニュージーランドの指揮者。

## 生涯
ハミルトンの生まれ。オークランド大学を卒業後、ロンドンの王立音楽大学に留学してピアノと指揮法を学んだ。またラファエル・クーベリックの薫陶を受け、1962年からロイヤル・バレエ団の音楽スタッフとして音楽活動を始めた。1966年からベルリン・ドイツ・オペラのバレエ団の音楽監督を務め、1971年にはシュトゥットガルト・バレエ団の音楽監督に転任した。同年よりBBCコンサート管弦楽団の首席指揮者を務め、1973年から1987年までロイヤル・バレエ団の音楽監督を歴任した。
シュトゥットガルト・バレエ団の来日公演に帯同したが、東京都立広尾病院にて動脈瘤破裂により死去。

## 関連人物
- バリー・ワーズワース

| スタブアイコン | サブスタブ | この項目は、まだ閲覧者の調べものの参照としては役立たない、音楽関係者（バンド等）に関連した書きかけの項目です。この項目を加筆・訂正などしてくださる協力者を求めています（P:音楽/PJ:芸能人）。 |